# AR Андромеды
AR Андромеды (лат. AR Andromedae) — карликовая новая, двойная катаклизмическая переменная звезда типа SS Лебедя (UGSS) в созвездии Андромеды на расстоянии приблизительно 1432 световых лет (около 439 парсеков) от Солнца. Видимая звёздная величина звезды — от +17,6m до +11m. Орбитальный период — около 3,91 часов.

## Характеристики
Первый компонент — аккрецирующий белый карлик спектрального класса pec(UG).
Второй компонент — жёлтая звезда спектрального класса G. Эффективная температура — около 5368 К.